# 周俭
周俭（1967年8月—），男，汉族，江苏泰兴人，中国肝外科专家，复旦大学附属中山医院副院长，主任医师，教授，博士生导师，中国医学科学院学术咨询委员会学部委员。